# Вроновиці (Люблінське воєводство)
Вороновичі (пол. Wronowice) — село в Польщі, у гміні Вербковичі Грубешівського повіту Люблінського воєводства. Населення — 247 осіб (2011).

## Історія
1944 року польські шовіністи вбили в селі 4 українців.

## Демографія
Демографічна структура станом на 31 березня 2011 року:
|          | Загалом | Допрацездатний вік | Працездатний вік | Постпрацездатний вік |
| -------- | ------- | ------------------ | ---------------- | -------------------- |
| Чоловіки | 123     | 27                 | 80               | 16                   |
| Жінки    | 124     | 24                 | 60               | 40                   |
| Разом    | 247     | 51                 | 140              | 56                   |